# Strzelectwo na Letnich Igrzyskach Olimpijskich 2012 – karabin pneumatyczny, 10 m (kobiety)
Strzelanie z karabinu pneumatycznego z odl. 10 metrów kobiet to pierwsza konkurencja, w której rozdano medale w strzelectwie i na całych Letnich Igrzyskach Olimpijskich w Londynie.
Dyscyplina rozpoczęła się o godzinie 8:15 czasu miejscowego. Wtedy to rozegrano kwalifikacje do finału. Decydująca faza, która miała wyłonić mistrzynię olimpijską odbyła się o godzinie 11:00 czasu miejscowego.
W samych kwalifikacjach do finałowej serii tej konkurencji wystartowało 56 zawodniczek (w tym 2 Polki: Paula Wrońska i Sylwia Bogacka). Do finału zakwalifikowało się osiem najlepszych zawodniczek kwalifikacji. W gronie najlepszych znalazła się Bogacka, która zwyciężyła kwalifikację, uzyskując 399 na 400 możliwych punktów, Staroń uzyskała 390 punktów. Drugą zawodniczka okazała się Yi Siling (399 punktów), zaś trzecie Rosjanka Darja Wdowina miała o jeden punkt mniej. 
Finałowa seria liczyła 10 strzałów dla każdej z uczestniczek. Do sumy wyniku walczących zawodniczek w finale liczyły się także strzały z kwalifikacji. 
Złoty medal zdobyła Chinka Yi Siling, która po kwalifikacjach zajmowała drugie miejsce. Z 10 finałowych strzałów tylko w dwóch była najlepsza. Drugie miejsce zajęła Polka Sylwia Bogacka, która czterokrotnie była najlepsza w serii finałowej. Trzecie miejsce zajęła rodaczka zwyciężczyni Yu Dan.

## Rekordy
Przed rozpoczęciem zawodów aktualne rekordy świata i olimpijski były następujące:
Runda kwalifikacyjna – 40 strzałów
| WR | Seo Sun-hwa     | 400 | Sydney | 12 kwietnia 2002 |
| OR | Kateřina Emmons | 400 | Pekin  | 9 sierpnia 2008  |

Runda finałowa – 10 strzałów
| WR | Yi Siling       | 505.6 (400+105.6) | Monachium | 1 sierpnia 2010 |
| OR | Kateřina Emmons | 503.5 (400+103.5) | Pekin     | 9 sierpnia 2008 |

## Kwalifikacje
Legenda:
| * | Zawodniczka zakwalifikowała się do finału. |

| Lp. | Imię i nazwisko        | Seria 1 | Seria 2 | Seria 3 | Seria 4 | Razem |
| --- | ---------------------- | ------- | ------- | ------- | ------- | ----- |
| 1   | Sylwia Bogacka         | 99      | 100     | 100     | 100     | 399   |
| 2   | Yi Siling              | 100     | 100     | 99      | 100     | 399   |
| 3   | Darja Wdowina          | 100     | 99      | 100     | 99      | 398   |
| 4   | Yu Dan                 | 100     | 99      | 100     | 99      | 398   |
| 5   | Elaheh Ahmadi          | 99      | 99      | 100     | 99      | 397   |
| 6   | Jamie Lynn Gray        | 100     | 99      | 98      | 100     | 397   |
| 7   | Sarah Scherer          | 99      | 99      | 100     | 99      | 397   |
| 8   | Kateřina Emmons        | 99      | 99      | 99      | 100     | 397   |
| 9   | Stine Nielsen          | 100     | 99      | 99      | 99      | 397   |
| 10  | Lubow Gałkina          | 99      | 98      | 100     | 99      | 397   |
| 11  | Živa Dvoršak           | 98      | 100     | 99      | 99      | 396   |
| 12  | Petra Zublasing        | 99      | 100     | 99      | 98      | 396   |
| 13  | Darja Szaripowa        | 98      | 99      | 98      | 100     | 395   |
| 14  | Daniela Pešková        | 100     | 99      | 98      | 98      | 395   |
| 15  | Andrea Arsović         | 97      | 98      | 100     | 100     | 395   |
| 16  | Marjo Yli-Kiikka       | 97      | 99      | 100     | 99      | 395   |
| 17  | Bahya Mansour Al Hamad | 98      | 99      | 100     | 98      | 395   |
| 18  | Snježana Pejčić        | 99      | 98      | 99      | 99      | 395   |
| 19  | Stephanie Obermoser    | 99      | 98      | 99      | 99      | 395   |
| 20  | Jessica Mager          | 98      | 99      | 99      | 98      | 394   |

## Runda finałowa
| Lp. | Imię i nazwisko | Kw. | 1    | 2    | 3    | 4    | 5    | 6    | 7    | 8    | 9    | 10   | Razem |
| --- | --------------- | --- | ---- | ---- | ---- | ---- | ---- | ---- | ---- | ---- | ---- | ---- | ----- |
|     | Yi Siling       | 399 | 10.8 | 10.0 | 10.3 | 10.3 | 10.4 | 10.2 | 10.4 | 10.7 | 10.3 | 10.5 | 502.9 |
|     | Sylwia Bogacka  | 399 | 10.8 | 10.3 | 10.0 | 10.4 | 10.8 | 9.9  | 10.5 | 9.7  | 10.0 | 10.8 | 502.2 |
|     | Yu Dan          | 398 | 10.1 | 10.7 | 10.3 | 10.7 | 10.6 | 10.0 | 10.2 | 10.5 | 10.8 | 9.6  | 501.5 |
| 4   | Kateřina Emmons | 397 | 10.3 | 10.6 | 10.3 | 10.7 | 10.1 | 10.5 | 10.3 | 10.7 | 10.2 | 9.6  | 500.3 |
| 5   | Jamie Lynn Gray | 397 | 9.5  | 10.5 | 9.8  | 10.4 | 10.7 | 10.7 | 10.4 | 10.2 | 10.1 | 10.4 | 499.7 |
| 6   | Elaheh Ahmadi   | 397 | 10.1 | 10.4 | 10.7 | 10.3 | 10.6 | 9.6  | 9.8  | 10.2 | 10.3 | 10.1 | 499.1 |
| 7   | Sarah Scherer   | 397 | 10.5 | 10.3 | 10.3 | 10.3 | 10.1 | 10.2 | 10.3 | 9.5  | 10.3 | 10.2 | 499.0 |
| 8   | Darja Wdowina   | 398 | 10.5 | 9.5  | 10.1 | 10.2 | 10.3 | 10.0 | 9.8  | 10.0 | 10.2 | 9.9  | 498.5 |

Dzięki zwycięstwu Siling Chiny stały się pierwszym liderem w klasyfikacji medalowej igrzysk w Londynie.